# 唐咖名
唐咖名（Tong Ka Ming），生於香港，已退役香港足球運動員，司職守門員，曾擔任香港超級聯賽球會理文的守門員教練。

## 球員生涯
唐咖名生於香港，在18歲時在甲組球會流浪當上全職球員，直到2004/05年球季，他因一年內兩度斷腳而結束球員生涯。

## 教練生涯
唐咖名因傷患結束球員生涯後，獲前福建隊友艾馬遜邀請他轉型嘗試，兼職在足球學校教小朋友，並且在2014年創辦自己的守門員足球學校，結果他在2016年獲港超聯球會理文流浪的行政總監馮嘉奇給予機會，擔任球會預備組領隊，同時在2017年獲足球學校委派到甲組球會港會擔任守門員教練，直到球季完結後，唐咖名隨馮嘉奇和流浪職球員一同轉會新成立的港超聯球會理文，並首度擔任職業球會的守門員教練。

## 外部連結
- Tong Ka Ming （页面存档备份，存于）